# Robert Battet
Robert Battet, né le 4 octobre 1893 au Mans et mort le 14 juillet 1950 à Neuvy-sur-Loire, est un amiral français.

## Biographie
Fils d'un général, il entre à l'École navale en 1912. Breveté pilote en février 1917, il est chef d'escadrille d'hydravions en mai 1917. Il est grièvement blessé au combat le 27 mai 1917 (son hydravion est touché par un sous-marin allemand) et fait prisonnier, en mer du Nord au large de Zeebruge. Il est décoré de la croix de guerre avec palme.
En 1940, il commande le croiseur Émile Bertin qui participe à l'évacuation de l'or de la Banque de France vers Halifax puis la Martinique.
Il est membre de l'état-major de l'amiral de la flotte Darlan, avant la Seconde Guerre mondiale. Sous le gouvernement de Vichy, il est son directeur de cabinet et accompagne son chef à Alger, le 5 novembre 1942, jusqu'à son assassinat, le 24 décembre 1942, période qui voit le débarquement des alliés en Afrique du Nord, avec l'opération Torch, le 8 novembre 1942.
Ayant rejoint les Forces françaises combattantes après l'opération Torch, il commande la flotte française lors du débarquement de Provence, en août 1944.
En 1945, il est nommé commandant de la 1re division de croiseurs envoyée en Indochine. Il est promu vice-amiral le 27 juillet 1946. Commandant les forces navales d'Extrême-Orient en 1947. Il commande les écoles de la Marine en 1949. Le 28 mai 1950, il est nommé chef d'état-major de la marine. Il décède un mois et demi plus tard, le 14 juillet 1950, des suites de maladie. Il est enterré au cimetière Sainte-Croix du Mans.

## Décorations
- Grand officier de la Légion d'honneur (24 aout 1948)
- Croix de guerre 1914–1918 avec 2 palmes et 3 étoiles
- Croix de guerre 1939–1945
- Croix de guerre des Théâtres d'opérations extérieurs
- Chevalier de l'ordre du Mérite maritime
- Médaille coloniale
- Ordre de l'Empire britannique à titre civil (Commandeur)
- Grand Officier de l'ordre du Nichan Iftikhar
- Commandeur de l'ordre du Ouissam alaouite
- Commandeur de l'Ordre de l'Étoile noire